# Эренпрейс, Янис Густавович
Янис Густавович Эренпрейс (также Ян-Ольгерт Густавович Эренпрейс, латыш. Jānis Oļģerts Ērenpreiss, 14 сентября 1929 года, Рига, Латвия — 6 декабря 1996 года, там же) — латвийский онколог, цитолог, действительный член Латвийской академии наук (1992).
С 1971 года Янис Эренпрейс возглавлял Лабораторию биологии раковых клеток Латвийского научно-исследовательского института экспериментальной и клинической медицины и основал латвийскую школу цитологии.

## Биография
Родился 14 сентября 1929 года в семье бизнесмена Густава Эренпрейса. После развода родителей он остался с матерью, экспертом по красоте и врачом Кларой Стакеной-Эренпрейс. Мать умерла от рака груди, когда Янису было 19 лет, и он поклялся посвятить свою жизнь онкологии.
В юности он также взял на себя заботы о сыне своей двоюродной сестры Улдисе Берзиньше и фактически стал его приёмным отцом.
В 1955 году окончил Рижский медицинский институт. В возрасте 30 лет, в 1959 году, защитил кандидатскую диссертацию по нормализации опухолей, начатую еще во время учебы.
В том же 1959 году Янис перешел в Институт экспериментальной и клинической медицины в качестве научного сотрудника, чтобы уделять больше времени экспериментальной работе.
В 1962 г. Эренпрейс получил всесоюзную известность, сделав научный доклад на Первом съезде онкологов Советского Союза в Москве.
Исследователь продолжал углубляться в молекулярную биологию. Результаты этих исследований он включил в свою первую книгу по теоретической онкологии. Книга была замечена за рубежом и издана в Нью-Йорке на английском языке.
С середины шестидесятых годов Янис Эренпрейс в течение семи лет читал лекции по молекулярной биологии в Латвийском государственном университете, весьма популярные среди студентов не только ЛГУ, но и Рижского медицинского института.
В 1968 г. в Москве защитил докторскую диссертацию по цитохимии опухолевых клеток.
В распоряжении группы Эренпрейса имелось две маленькие комнатки в Институте экспериментальной и клинической медицины, но Янис мечтал об электронном микроскопе и собственной лаборатории. Как рассказала многолетний директор института, главный онколог республики Велта Брамберга, «когда у института появилась возможность приобрести электронный микроскоп, возникли проблемы с его размещением. Комнаты узкие, по улице проезжают трамваи и машины, сотрясая землю. Помощь пришла от Сауриешской туберкулезной больницы, её основателя и руководителя, кандидата медицинских наук Карлиса Сеглиньша. При проектировании больницы в ней были запланированы просторные лабораторные помещения. Янис получил там 18 комнат и переехал в Сауриеши со всей командой электронного микроскопа и лаборатории. С тех пор лаборатория работала совершенно независимо, потому что Янис Эренпрейс был не из тех учёных, которых следовало подталкивать. Он всегда приходил с чёткими предложениями, уже готовым планом и вариантами его реализации. Мы оба изучали происхождение рака, онкогенез, только разными методами. Я — с помощью обычного микроскопа, он — с электронным. Он вникал в проблемы онкологии, как никакой другой ученый в Латвии».
В конце 1970-х годов Эренпрейса считали классиком цитохимии нуклерпротеидов. Он подготовил 5 докторантов, множество учеников и последователей.
В 1992 году Эренпрейс был избран действительным членом Латвийской академии наук.
В 1993 году в связи со значительным снижением финансирования науки лаборатория Эренпрейса была фактически близка к уничтожению, и он перешёл в Институт микробиологии и вирусологии. Лаборатория переехала в помещения института в Клейсты. Затем Янис продал доставшийся от матери дачный участок в Булдури и на вырученные деньги отремонтировал лабораторные помещения и купил дорогие компьютеры. И также издал на свои деньги книгу на английском языке. Как вспоминала впоследствии супруга учёного, академик Екатерина Эренпрейса, в то время семья жила очень скудно, однако к тому, как Янис распорядился средствами, отнеслась с пониманием.
Янис Эренпрейс умер 6 декабря 1996 года в возрасте 67 лет. Похоронен на Лесном кладбище в Риге.

## Кредо
«Чтобы быть способным открывать что-то новое, нужно невообразимое сочетание: наблюдательный взгляд наивного ребенка и доскональные знания».— Янис Ольгерт Эренпрейс

## Научные труды
Янис Эренпрейс является автором множества научных работ и создателем собственной школы изучения рака в Латвии. Нужно упомянуть его уникальную  школу нуклепротеидов и цитохимии, которой положил начало учитель Эренпрейса, профессор Константин Богоявленский. Велик вклад Яниса Густавовича в разработку и применение этого метода к характеристике нормальных и опухолевых клеток. Надо также отметить заслуги Эренпрейса в разработке эмбриональной теории рака, начала которой прослеживаются ещё в трудах выдающихся патологов XIX века.
Учёный чётко обосновал своё мнение об эмбрионологическом происхождении рака, которое он связывал с действием протоонкогенов в онтогенезе, особенно в гаметогенезе.
В своих исследованиях он создал целую философию, утверждая, что рак не является результатом какого-то случайного процесса. Канцерогенез — это дерегуляция генома, когда, вероятно, срабатывает механизм, напоминающий не клеточный цикл, а жизненный цикл — примитивный, как у одноклеточного организма. Янис установил сам принцип существования запрограммированного процесса, возвращающего клетку к началу, то есть к уровню развития зародышевой клетки. Теперь некоторые гипотезы предполагают, что, возможно, процесс происходит снова и снова и не имеет ничего общего со случайностью. Этот процесс до некоторой степени упорядочивает клетку, но очень нежелательным образом. Идеи Эренпрейса сейчас завоевывают мир, так как учёные продолжают исследовать молекулярный механизм канцерогенеза. Злокачественные клетки приобретают "бессмертие" и возможность приспособиться к  нормализации под влиянием соответствующих индукторов. Эренпрейс это видел и даже просчитывал этот процесс в связи со старением и продолжительностью жизни живых организмов. Эти идеи в настоящий момент актуальны как никогда.
Уже после безвременной кончины Яниса Эренпрейса результаты исследований механизмов резистентности опухолей и жизненного цикла раковых клеток были опубликованы в 25 научных статьях в международных журналах, 50 раз докладывались на международных конференциях. У Яниса Эренпрейса были выдающиеся интуиция и мышление: основные открытия и гипотезы, выдвинутые ученым, подтвердились, а работа, которой он посвятил свою жизнь, продолжается.

### Монографии и публикации
- Эренпрейс, Ян-Ольгерт Густавович. Роль нуклеиновых кислот в дифференцировке и малигнизации. / Академия наук Латв. ССР, Институт экспериментальной и клинической медицины.- Рига: Изд-во акад. наук Латв. ССР, 1963. — 168 с.
- Erenpreis, Y. G. (1963). (Erenpreiss J. O. G.). The Function of Nucleic Acids in the Differentiation of Neoplastic Processes. Daniel Davey &Co, New York. 152 pp.
- Erenpreiss, J. O. (1964). Tumour growth in the zone of bone regeneration. Acta Unio Int. Contra Cancr., 20, 1558–1560.
- Эренпрейс, Ян-Ольгерт Густавович. Цитохимия нуклеопротеидов нормальных и тумаровых келевных калень: Автореферат диссертации на соискание учёной кандидата медицинских наук. / АМН СССР. — Москва, 1967.
- Эренпрейс, Ян-Ольгерт Густавович. Ядра раковых клеток. — Рига: Зинатне, 1971. — 149 с.
- Раковая клетка. Сборник статей под редакцией доктора медицинских наук Я. Г. Эренпрейса; Латвийский НИИ экспериментальной клинической и медицинской медицины Министерства здравоохранения Латвийской ССР. — Рига: Зинатне, 1973. — 144 с.
- Я. Эренпрейс. «Введение в экспериментальную онкологию» (латыш. Ievads eksperimentālā onkoloģijā). Рига: Звайгзне, 1977. — 194 страницы.
- Эренпрейс, Ян-Ольгерт Густавович. Современные представления об опухолевом росте. / Я. Г. Эренпрейс; Латвийский институт экспериментальной и клинической медицины. — Рига: Зинатне, 1987. — 120 с.
- Erenpreiss, J. (1992). Gametogenesis as a molecular model of cancerogenesis: A current view of the embryological theory of cancer. Proc. Latv. Acad. Sci, Section B, 3, 55–63.
- J. Erenpreiss. «Current Concepts of Malignant Growth, Part A. From a normal cell to cancer». Рига: Звайгзне, 1993.

## Награды
- Премия имени Паула Страдыня (1996) за последнюю монографию на английском языке «Current Concepts of Malignant Growth, Part A. From a normal cell to cancer», которую ученый издал за свой счет[3].

## Семья
- Отец — бизнесмен Густав Эренпрейс[2].
- Мать — косметолог и врач Клара Стакена[4].
- Первой женой была Аусма Деркевица, одноклассница Яниса, с которой Янис развёлся.
- Вторая жена — врач и ученый с мировым именем, бывшая аспирантка Яниса Екатерина (брак зарегистрирован в 1972 году). Продолжая дело мужа, она в 2003 году стала действительным членом Латвийской академии наук. Она является ведущим научным сотрудником Центра биомедицинских исследований и обучения Латвийского университета[4].
- Сыновья Янис (1973 г.р.) и Юрис (1975 г.р.).[4]